# De Bluffers
De Bluffers is een Nederlandse tekenfilmserie geproduceerd door Frank Fehmers.
De kinderserie van één seizoen werd in 1986 en 1987 uitgezonden op de Nederlandse televisie door de AVRO. Er wordt aangenomen dat de serie daarna tot en met 1991 werd herhaald. In 2021 werd deze opnieuw herhaald door Pebble TV.  
De serie gaat over het land Bluffonië, waar een groep dieren het te stellen heeft met de megalomane dictator Clandestino. Hij dreigt steeds het resterende stuk woud waar de dieren in leven te vernietigen. Hij is geobsedeerd door machines, industrie, zichzelf, en het idee dat de dieren zijn geheim willen stelen; "het geheim van het alles willen hebben", dat hij diep in de kelder van zijn kasteel achter zeventien deuren bewaart. Het werd nooit duidelijk wat dit geheim precies inhield. 
Iedere aflevering begint eerst met een heelal-voorstelling, waarbij gezegd wordt dat Bluffonië ergens op de aarde is. Daarna klinkt het introductielied. Vervolgens wordt kort getoond hoe prachtig Bluffonië ooit was, waarbij vertelt wordt "Bluffonië was ooit een prachtig land; totdat die weerzinwekkende gek Clandestino aan de macht kwam". "Hij veranderde dit verrukkelijke land in....Bah!......dit!" (getoond wordt hoe het er – deels – nu uitziet) "Waarom? Alleen maar omdat Clandestino zo bang is dat de Bluffers achter zijn geheim zullen komen; het geheim van het alles willen hebben!"

## De karakters
- Clandestino; de wrede dictator; een wanstaltig, zichzelf aanbiddende, gebochelde mens, met een bulderende stem; ("Àlles is van mìj́, àlléén van mìj́!!"). Ondanks dat hij totaal misvormd is, is hij dol op zijn uiterlijk en vind zichzelf geniaal, de allergrootste, enzovoorts.
- Berezoet; de simpele beer met vooral interesse in honing; toch heeft hij soms een goed idee;
- Sjees; de overactieve blauwe eekhoorn; tracht soms in het kasteel te komen;
- Slimpie de Vos; wil graag "slecht" zijn, "want zo zijn vossen", maar slaagt daar niet echt in;
- Sillikoon, de robot; de eigenwijze assistent van Clandestino, die bijdehante opmerkingen maakt. Clandestino is daarom vaak kwaad op hem; De naam is een combinatie van "silly=gek" en siliconen.
- Dull, de luie waakhond van Clandestino, die stiekem aan de kant van de dieren staat, maar dat verbergt om niet zijn 'thuis' te verliezen, hoewel Clandestino hem haat en mishandeld;
- Joop, de zogenaamd wijze Uil; haalt zijn kennis uit "het grote boek der algemene kennis";zit meestal met dat boek in een boom;
- Bloesem de rose muis; is verliefd op Sjees, maar die is verlegen;
- Psycho de rose slang; heeft beperkte psychische vermogens;
- Zang en Dans; de konijnen; muzikanten die niet aan de avonturen meedoen;
- Gin-Seng de gans; bekend om haar zelfgemaakte huismiddeltjes, die de anderen niet willen;
- Barend de Arend; een zeer beheerst karakter die praat en denkt als een soldaat;
- Prikkelbart; Het vechtlustige stekelvarken. Kan zijn stekels afschieten, maar vaak komen ze verkeerd terecht.[1]

## De stemmen
- Jerome Reehuis: Clandestino
- Coen Flink: Slimpie, Berezoet en Dans
- Joke Bruijs: Bloesem en Gin Seng
- Kas van Iersel: Sillikoon, Prikkelbart, Zang en voice over
- Johnny Kraaijkamp jr.: Sjees en Barend de arend.
- Arnold Gelderman: Joop, Dull en Psycho

## Het geheim
Het geheim speelt een grote rol maar wordt nooit getoond. Clandestino is volledig geobsedeerd door zichzelf en zijn geheim.("Mijn geheim!", mijn lief geheim! Ze willen het stelen!") Pogingen om het kasteel binnen te dringen zijn levensgevaarlijk. Alleen Clandestino kan er bij, en heeft daarom altijd alle sleutels zichtbaar bij zich. In een episode graaft hij met machines op de binnenplaats naar mineralen, en boort daarbij een gracht aan. Het gevolg is dat het hele kasteel onderloopt en de kelder met het geheim zinkt. Hij slaagt er niet in het geheim te redden in die episode.

## Trivia
- In het begin van iedere episode is het bos van bovenaf te zien, en dat lijkt wel erg veel op Nederland. Inclusief Zuiderzee.(!) (Het is een Nederlands-Amerikaanse productie, maar de geschreven teksten die in beeld komen zijn niet vertaald in het Nederlands)
- Aan het einde wordt nogmaals het lied gezongen, maar in een langere versie.